# Periaster strongylodontis
Periaster strongylodontis är en svampart som beskrevs av Theiss. & Syd. 1917. Periaster strongylodontis ingår i släktet Periaster och familjen Phyllachoraceae.   Inga underarter finns listade i Catalogue of Life.